# Cerdistus mellis
Cerdistus mellis là một loài ruồi trong họ Asilidae. Cerdistus mellis được Macquart miêu tả năm 1838. Loài này phân bố ở vùng Cổ Bắc giới.